# Skyrunner World Series 2023
Navigation
2022 2024
Le Skyrunning World Series 2023 est la vingt-et-unième édition du Skyrunner World Series, compétition internationale de Skyrunning fondée en 2002 par la Fédération internationale de skyrunning. Cette édition comporte 13 courses.

## Règlement
Le calcul des points est identique dans les catégories féminines et masculines. Le score final cumule les 3 meilleures performances de la saison, ainsi que les points de la course SkyMasters. Les 20 premiers de chaque course obtiennent des points selon un barème unique pour les courses « Premier ». Les courses suivantes « Sky » offrent un nombre de points réduits : Cordillera Blanca Skyrace, Skyrace du Mercantour et LouzanSkyRace,. La finale SkyMasters se déroule dans le cadre de la Limone Extreme, tout comme en 2019.
Pour se qualifier pour la course finale, SkyMasters, de la compétition, les athlètes doivent remplir l'une des conditions suivantes:
- Terminer au moins trois courses de la Skyrunner World Series et se classer dans le top 10 d'au moins l'une d'entre elles
- Terminer sur le podium d'une course d'une Skyrunner National Series et se classer dans les trois premières place du classement d'une Skyrunner National Series

| Classement                       | 1er | 2e  | 3e | 4e | 5e | 6e | 7e | 8e | 9e | 10e | 11e | 12e | 13e | 14e | 15e | 16e | 17e | 18e | 19e | 20e |
| -------------------------------- | --- | --- | -- | -- | -- | -- | -- | -- | -- | --- | --- | --- | --- | --- | --- | --- | --- | --- | --- | --- |
| Points pour les courses Sky      | 50  | 40  | 35 | 30 | 27 | 24 | 21 | 18 | 15 | 13  | 11  | 9   | 8   | 7   | 6   | 5   | 4   | 3   | 2   | 1   |
| Points pour les courses Premier  | 100 | 80  | 70 | 60 | 54 | 48 | 42 | 36 | 30 | 26  | 22  | 18  | 16  | 14  | 12  | 10  | 8   | 6   | 4   | 2   |
| Points pour la finale SkyMasters | 125 | 100 | 88 | 75 | 68 | 60 | 53 | 45 | 38 | 33  | 28  | 23  | 20  | 18  | 15  | 13  | 10  | 8   | 5   | 3   |

À la fin de la saison, 15 000 € de dotations sont attribués aux dix premiers des classements masculins et féminins de la finale SkyMasters, ainsi que 100 000 € à répartir aux dix meilleurs athlètes du classement général.

## Programme
| Nom de la course           | Distance | Dénivelé   | Pays     | Date              | Catégorie |
| -------------------------- | -------- | ---------- | -------- | ----------------- | --------- |
| Calamorro Skyrace          | 27,5 km  | 2 270 m D+ | Espagne  | 29 avril 2023     | Premier   |
| SkyRace des Matheysins     | 26 km    | 2 000 m D+ | France   | 14 mai 2023       | Premier   |
| Hochkönig SkyRace          | 32 km    | 2 800 m D+ | Autriche | 3 juin 2023       | Premier   |
| Madeira SkyRace            | 43 km    | 3 000 m D+ | Portugal | 17 juin 2023      | Premier   |
| Minotaur SkyRace           | 33,5 km  | 2 900 m D+ | Canada   | 24 juin 2023      | Premier   |
| Cordillera Blanca Skyrace  | 26 km    | 2 000 m D+ | Pérou    | 2 juillet 2023    | Sky       |
| Skyrace du Mercantour      | 30 km    | 2 100 m D+ | France   | 9 juillet 2023    | Sky       |
| Schlegeis 3000 SkyRace     | 34 km    | 2 400 m D+ | Autriche | 22 juillet 2023   | Premier   |
| Matterhorn Ultraks Extreme | 25 km    | 2 900 m D+ | Suisse   | 26 août 2023      | Premier   |
| Grigne SkyMarathon         | 42 km    | 3 900 m D+ | Italie   | 16 septembre 2023 | Premier   |
| Gorbeia Suzien             | 31 km    | 2 400 m D+ | Espagne  | 23 septembre 2023 | Premier   |
| LouzanSkyRace              | 25 km    | 2 250 m D+ | Portugal | 7 octobre 2023    | Sky       |
| SkyMasters                 | 28 km    | 2 700 m D+ | Italie   | 28 octobre 2023   | Finale    |

## Résultats

### Hommes
La première partie de course de la Calamorro Skyrace voit une lutte serrée en tête avec un petit peloton mené par l'Espagnol Alejandro Forcades. Il se fait ensuite doubler par son compatriote Daniel Osanz. Les deux hommes se livrent à un duel acharné en tête mais se font surprendre par la remontée d'Antonio Martínez Pérez qui s'empare de la tête pour filer vers la victoire. Le Français Frédéric Tranchand parvient à terminer sur la troisième marche du podium derrière Daniel Osanz.
Le Suisse Roberto Delorenzi prend le premier les commandes de la Skyrace des Matheysins, suivi de près par le Français Frédéric Tranchand. Ce dernier fait parler son expérience pour récupérer la tête de course et s'offrir la victoire. L'Espagnol Antonio Martínez Pérez effectue une grosse remontée en fin de course pour compléter le podium.
La Hochkönig SkyRace se déroule sur un parcours de remplacement de 34 km et 2 900 m de dénivelé en raison de neige présente sur les sommets. Inscrit de dernière minute, le Français Esteban Olivero crée la surprise en effectuant une grosse remontée en fin de course pour passer de la cinquième à la première place. L'Italien Gianluca Ghiano et le Japonais Shoma Otagiri complètent le podium.
L'Espagnol Antonio Martínez Pérez prend un départ prudent sur le nouveau tracé de 45 km de la Madeira SkyRace. Il accélère par la suite et parvient à s'emparer de la tête de course. Il creuse l'écart en tête et s'impose avec six minutes d'avance sur Zaid Ait Malek. Le Portugais Miguel Arsénio complète le podium.
Deuxième l'année précédente sur la Minotaur SkyRace, l'Américain Cole Jackson tire avantage de sa connaissance du terrain pour dominer l'épreuve. Il s'impose avec huit minutes d'avance sur le Slovaque Peter Fraňo. Le Canadien Jessie McAuley complète le podium.
Malgré la présence de quelques coureurs européens à la Cordillera Blanca Skyrace, les favoris locaux ne se laissent pas impressionner. Le Péruvien José Manuel Quispe s'impose avec trente secondes d'avance sur le Colombien Gustavo Adolfo Buitrago Arévalo. Le jeune Nestor Quispe Ortiz complète le podium.
Tenant du titre sur la Skyrace du Mercantour, le Français Sébastien Poesy prend un départ rapide pour tenter de conserver son bien. Il cède finalement face à son compatriote Damien Humbert qui s'envole vers la victoire et signe un nouveau record du parcours en 2 h 46 min 25 s. Le Japonais Shoma Otagiri parvient également à doubler Sébastien Poesy pour s'emparer de la deuxième place.
Un groupe de tête formé des favoris Manuel Merillas, Roberto Delorenzi et Daniel Antonioli mène la Schlegeis 3000 Skyrace. Néanmoins, une erreur de parcours leur fait manquer un point de contrôle. Les trois athlètes se voient infliger vingt minutes de pénalité. Manuel Merillas termine à la quatrième place, Roberto Delorenzi et Daniel Antonioli septième et huitième respectivement. Le Français Sébastien Poesy remporte la course en 3 h 52 min 1 s et établit un nouveau record du parcours. William Boffelli et Luka Kovačič complètent le podium,.
Roberto Delorenzi prend le premier les commandes de la Matterhorn Ultraks Extreme. Un groupe de poursuivants formé par Frédéric Tranchand, Manuel Merillas, William Boffelli et Daniel Antonioli le suit de près. Tirant avantage de la connaissance du terrain, William Boffelli s'empare des commandes à mi-parcours mais Manuel Merillas fait ensuite parler ses talents de descendeur pour le doubler et s'offrir la victoire. Frédéric Tranchand complète le podium.
Prévu le samedi 16 septembre, le Grigne SkyMarathon est repoussé d'un jour pour des raisons de sécurité. Les conditions météorologiques défavorables ne permettent pas aux hélicoptères d'intervenir en cas de besoin. Les Italiens Daniel Antonioli et William Boffelli prennent les premiers les commandes de la course et tentent de creuser l'écart en tête. Un duo formé par Louison Coiffet et Manuel Merillas parvient à passer en tête dans la montée du Grignone. Les deux hommes s'échappent en tête et se livrent à un duel serré pour la victoire. Le Français parvient à s'imposer en 4 h 54 min 15 s, établissant un nouveau record du parcours. L'Italien Cristian Minoggio complète le podium.
Frédéric Tranchand mène la première moitié de la course Gorbeia Suzien. Il voit cependant l'Espagnol Alain Santamaría Blanco lui ravir les commandes à mi-parcours pour filer vers la victoire. En lutte pour la troisième place, les Espagnols Antonio Martínez Pérez et Manuel Merillas se battent au coude-à-coude mais Antonio Martínez Pérez parvient à placer une accélération en fin de course pour larguer son adversaire. Il parvient même à doubler Frédéric Tranchand pour s'offrir la deuxième place.
Le Japonais Shoma Otagiri parvient à doubler l'Italien Danilo Brambilla en début de course de la Louzanskyrace puis s'échappe seul en tête pour s'offrir la victoire. Danilo Brambilla parvient à conserver son rythme pour s'assurer la deuxième place devant l'Espagnol Manuel Anguita Bayo.
La finale SkyMasters se déroule dans le cadre de la Limone Extreme mais contrairement à 2019, la finale n'est pas courue de manière séparée mais est intégrée à la course populaire au format « Open ». Néanmoins, seuls les coureurs répondant aux critères de sélection de la finale peuvent concourir pour le classement général. Vainqueur l'année précédente, Roberto Delorenzi mène la course sur un rythme soutenu. Il est suivi dans un premier temps par Nadir Maguet et Sylvain Cachard. Tandis que Roberto Delorenzi s'envole vers la victoire, Manuel Merillas et Antonio Martínez Pérez doublent leurs adversaires pour se retrouver en deuxième et troisième positions. Manuel Merillas profite de la descente finale pour s'échapper et s'assurer de la deuxième place. Complétant le podium, Antonio Martínez Pérez remporte le classement général devant son compatriote,.
- Sky (50 points au vainqueur)
- Premier (100 points au vainqueur)
- SkyMasters (125 points au vainqueur)

| Course                     | Vainqueur                 | Deuxième                        | Troisième              | Leader du classement général              |
| -------------------------- | ------------------------- | ------------------------------- | ---------------------- | ----------------------------------------- |
| Calamorro Skyrace          | Antonio Martínez Pérez    | Daniel Osanz                    | Frédéric Tranchand     | Antonio Martínez Pérez                    |
| SkyRace des Matheysins     | Frédéric Tranchand        | Roberto Delorenzi               | Antonio Martínez Pérez | Antonio Martínez Pérez Frédéric Tranchand |
| Hochkönig SkyRace          | Esteban Olivero           | Gianluca Ghiano                 | Shoma Otagiri          | Antonio Martínez Pérez Frédéric Tranchand |
| Madeira SkyRace            | Antonio Martínez Pérez    | Zaid Ait Malek                  | Miguel Arsénio         | Antonio Martínez Pérez                    |
| Minotaur SkyRace           | Jackson Cole              | Peter Fraňo                     | Jessie McAuley         | Antonio Martínez Pérez                    |
| Cordillera Blanca Skyrace  | José Manuel Quispe Mallma | Gustavo Adolfo Buitrago Arévalo | Nestor Quispe Ortiz    | Antonio Martínez Pérez                    |
| Skyrace du Mercantour      | Damien Humbert            | Shoma Otagiri                   | Sébastien Poesy        | Antonio Martínez Pérez                    |
| Schlegeis 3000 SkyRace     | Sébastien Poesy           | William Boffelli                | Luka Kovačič           | Antonio Martínez Pérez                    |
| Matterhorn Ultraks Extreme | Manuel Merillas           | William Boffelli                | Frédéric Tranchand     | Antonio Martínez Pérez                    |
| Grigne SkyMarathon         | Louison Coiffet           | Manuel Merillas                 | Cristian Minoggio      | Antonio Martínez Pérez                    |
| Gorbeia Suzien             | Alain Santamaría Blanco   | Antonio Martínez Pérez          | Frédéric Tranchand     | Antonio Martínez Pérez                    |
| LouzanSkyRace              | Shoma Otagiri             | Danilo Brambilla                | Manuel Anguita Bayo    | Antonio Martínez Pérez                    |
| SkyMasters                 | Roberto Delorenzi         | Manuel Merillas                 | Antonio Martínez Pérez | Antonio Martínez Pérez                    |

### Femmes
La Française Iris Pessey prend la première la tête de course de la Calamorro Skyrace mais se voit doubler par la Britannique Elsey Whyman-Davis. Cette dernière s'évanouit ensuite, abandonnant ainsi la course. Iris Pessey reprend la tête et fonce vers la victoire. La Tchèque Marcela Vašínová réalise une solide course pour terminer deuxième devant l'Espagnole Ikram Rharsalla.
La Française Clémentine Geoffray s'empare la première de la tête de course de la Skyrace des Matheysins. Pas inquiétée par ses rivales, elle mène du début à la fin pour remporter la victoire. Derrière elle, la deuxième place se joue entre la Française Noémie Vachon et l'Américaine Hillary Gerardi, finalement à l'avantage de la Française.
La Française Iris Pessey continue sa domination de début de saison en menant la Hochkönig SkyRace du début à la fin. Elle voit la Canadienne Emma Cook-Clarke la talonner mais sans jamais pouvoir la dépasser. Cette dernière doit finalement s'incliner pour cinq minutes derrière la Française. L'Italienne Giulia Pol complète le podium.
La Canadienne Emma Cook-Clarke domine la Madeira SkyRace du début à la fin. Pas inquiétée par ses rivales, elle s'impose avec treize minutes d'avance sur Oihana Azkorbebeitia. Ainara Yurrebaso complète le podium.
La Minotaur SkyRace voit un début de course serré entre la Tchèque Marcela Vašínová et la Mexicaine Karina Carsolio. Menant la course, cette dernière finit par céder au kilomètre 21. Marcela Vašínová s'échappe seule en tête pour s'offrir la victoire. La Canadienne Emma Cook-Clarke effectue une solide fin de course et profite du coup de mou de la Mexicaine pour lui ravir la deuxième place.
La vétérane Trinidad Ortiz Aguirre fait parler son expérience pour remporter la Cordillera Blanca Skyrace. Sa compatriote Elda Rosalia Zegarra Quiroz se classe deuxième avec huit minutes de retard. La Colombienne Ana María Pineda Rubiano complète le podium.
L'Espagnole Leire Fernández Abete crée la surprise sur la Skyrace du Mercantour en menant la course de bout en bout. Elle s'impose en 3 h 30 min 13 s et signe un nouveau record féminin du parcours. La Suissesse Maria Christen s'empare de la deuxième place devant l'Italienne Martina Cumerlato.
La Mexicaine Karina Carsolio domine la Schlegeis 3000 Skyrace et s'impose avec cinq minutes d'avance sur la Française Clémentine Geoffray. Une autre Française, Lucille Germain, complète le podium.
La Suissesse Myrielle Weingand, habituée de l'épreuve, prend la première les commandes de la Matterhorn Ultraks Extreme. La Russe Anastasia Rubtsova crée la suprise en passant en tête à mi-parcours pour sa première participation en Skyrunner World Series. Elle creuse l'écart en tête pour s'offrir la victoire devant une autre Suissesse, Maria Christen. La Mexicaine Karina Carsolio effectue une solide remontée en fin de course pour s'offrir la troisième marche du podium.
L'Américaine Hillary Gerardi domine le Grigne SkyMarathon et s'impose au terme d'une course en solitaire. Elle établit un nouveau record féminin du parcours en 6 h 12 min 5 s. Derrière elle, les deux autres places du podium font l'objet d'une lutte serrée entre les Espagnoles Ainara Urrutia et Oihana Azkorbebeitia ainsi que la Canadienne Kalie McCrystal. Ainara Urrutia parvient à prendre le meilleur pour s'emparer de la deuxième place, une minute devant Kalie McCrystal.
La Française Iris Pessey prend la première les commandes de la course Gorbeia Suzien après une lutte en début de course avec la coureuse locale Onditz Iturbe. Elle semble alors se diriger vers la victoire mais sa compatriote Clémentine Geoffray décide d'accélérer dans la descente finale. Elle parvient à doubler Iris Pessey et s'offre la victoire. Les deux femmes se retrouvent ex-aquo au classement général. La Russe Anastasia Rubtsova complète le podium.
L'Espagnole Ikram Rharsalla prend les commandes de la course de la Louzanskyrace et creuse l'écart en tête. Elle domine la course et s'impose avec une demi-heure d'avance sur sa plus proche rivale Ainara Urrutia. L'Allemande Lisa Risch complète le podium.
Présente grâce à une Wild Card à la finale SkyMasters courue en conjonction avec la Limone Extreme, l'Espagnole Sara Alonso crée la surprise en menant la course. Elle s'échappe seule en tête et s'offre la victoire pour sa première participation à cette épreuve. Karina Carsolio réalise une solide course pour s'emparer de la deuxième place devant Olivia Magnone. Clémentine Geoffray termine au pied du podium et remporte le classement général devant Karina Carsolio,.
- Sky (50 points au vainqueur)
- Premier (100 points au vainqueur)
- SkyMasters (125 points au vainqueur)

| Course                     | Vainqueur              | Deuxième                    | Troisième                | Leader du classement général    |
| -------------------------- | ---------------------- | --------------------------- | ------------------------ | ------------------------------- |
| Calamorro Skyrace          | Iris Pessey            | Marcela Vašínová            | Ikram Rharsalla          | Iris Pessey                     |
| SkyRace des Matheysins     | Clémentine Geoffray    | Noémie Vachon               | Hillary Gerardi          | Iris Pessey                     |
| Hochkönig SkyRace          | Iris Pessey            | Emma Cook-Clarke            | Giulia Pol               | Iris Pessey                     |
| Madeira SkyRace            | Emma Cook-Clarke       | Oihana Azkorbebeitia        | Ainara Urrutia Yurrebaso | Iris Pessey                     |
| Minotaur SkyRace           | Marcela Vašínová       | Emma Cook-Clarke            | Karina Carsolio          | Iris Pessey Emma Cook-Clarke    |
| Cordillera Blanca Skyrace  | Trinidad Ortiz Aguirre | Elda Rosalia Zegarra Quiroz | Ana María Pineda Rubiano | Iris Pessey Emma Cook-Clarke    |
| Skyrace du Mercantour      | Leire Fernández Abete  | Maria Christen              | Martina Cumerlato        | Iris Pessey Emma Cook-Clarke    |
| Schlegeis 3000 SkyRace     | Karina Carsolio        | Clémentine Geoffray         | Lucille Germain          | Iris Pessey Emma Cook-Clarke    |
| Matterhorn Ultraks Extreme | Anastasia Rubtsova     | Maria Christen              | Karina Carsolio          | Iris Pessey Emma Cook-Clarke    |
| Grigne SkyMarathon         | Hillary Gerardi        | Ainara Urrutia Yurrebaso    | Kalie McCrystal          | Iris Pessey Emma Cook-Clarke    |
| Gorbeia Suzien             | Clémentine Geoffray    | Iris Pessey                 | Anastasia Rubtsova       | Iris Pessey Clémentine Geoffray |
| LouzanSkyRace              | Ikram Rharsalla        | Ainara Urrutia Yurrebaso    | Lisa Risch               | Iris Pessey Clémentine Geoffray |
| SkyMasters                 | Sara Alonso            | Karina Carsolio             | Olivia Magnone           | Clémentine Geoffray             |

## Podiums

### Hommes
| Édition | Or                                | Argent                     | Bronze                        |
| ------- | --------------------------------- | -------------------------- | ----------------------------- |
| Général | Antonio Martínez Pérez 368 points | Manuel Merillas 340 points | Frédéric Tranchand 308 points |

### Femmes
| Édition | Or                             | Argent                     | Bronze                 |
| ------- | ------------------------------ | -------------------------- | ---------------------- |
| Général | Clémentine Geoffray 355 points | Karina Carsolio 340 points | Iris Pessey 308 points |